# Socket AM2
Socket AM2 (ранее называвшийся Socket M2, но переименованный во избежание путаницы с процессорами Cyrix MII) —  разъём процессора (сокет), разработанный фирмой AMD для настольных процессоров высокопроизводительного, мейнстримового и бюджетного сегментов. Он был выпущен 23 мая 2006 года в качестве замены для Socket 939 (работает с памятью DDR) и Socket 754 (работает с памятью DDR). 
Обеспечивает поддержку двухканального режима оперативной памяти DDR2.
Хотя разъём также имеет 940 контактов, он не совместим с более старым Socket 939 (тот не поддерживает память DDR2).
Первые процессоры, поддерживающие Socket AM2 — это одноядерные Orleans (Athlon 64) и Manila (Sempron), а также двухъядерные Windsor (Athlon 64 X2 и Athlon 64 FX) и Brisbane (Athlon 64 X2 и Athlon X2[уточнить]). 
Старые процессоры для Socket AM2 основаны на 90-нм технологическом процессе и поддерживают набор инструкций SSE3, новые же (ядро Brisbane) основаны на 65-нм техпроцессе.
Socket AM2 — это одно из процессорных гнёзд AMD следующего поколения, включающего также Socket F для серверов и Socket S1 для мобильных компьютеров.
Поскольку у процессоров AM2 отсутствует новый контроллер памяти (с поддержкой DDR3), они не смогут работать на материнских платах с Socket AM3; процессоры же для AM3 имеют новый контроллер памяти, поддерживающий одновременно и память DDR2, и память DDR3, и обеспечивают таким образом обратную совместимость с материнскими платами с AM2 (эти процессоры будут работать на материнских платах с гнездом AM2).

## Спецификация
Спецификация Socket AM2 описывается документом «Socket AM2 Processor Functional Data Sheet» (order# 31117), который AMD все еще не предоставила в свободный доступ.

## Система охлаждения
Устройства охлаждения могут монтироваться четырьмя винтами, расстояние между которыми 96 мм и 48 мм, или специальными зажимами.